# Дудко, Фёдор Михайлович
Фёдор Миха́йлович Дудко́ (6 февраля 1911 — 11 февраля 1940) — танкист, Герой Советского Союза. Участник Советско-финской войны (1939—1940).

## Биография
Родился в 6 февраля 1911 года в деревне Корюковке (ныне город в Черниговской области Украины). 
После окончания школы работал слесарем.
С 1932 года служил в РККА. Командир танка 6-й отдельной тяжёлой танковой бригады Ленинградского военного округа (полковник А. И. Лизюков). Один из зачинателей стахановского движения среди танкистов. За разработку и апробирование методов движения танка по сильно пересечённой местности награждён орденом «Знак Почёта».
Участник советско-финской войны в должности воентехника 1-го ранга, помощник командира роты по технической части 91-го танкового батальона 20-й тяжёлой танковой бригады.
Отличился в декабре 1939 года.

17 декабря 1939 года бригаде была поставлена задача: поддержать наступление частей 50-го ск (123 и 138 сд) при атаке укреплённых узлов Хотинен и высоты 65,5. Начальник штаба 138-й сд доложил в штаб корпуса, что «впереди никакого укрепрайона нет, противник бежит». Не проверив этих сведений, командование отменило ранее назначенную пятичасовую артиллерийскую подготовку и двинуло в атаку пехоту 123-й сд при поддержке 91-го тб. Однако при наступлении наши войска упёрлись в мощную укреплённую полосу обороны противника и были встречены сильным артиллерийско-пулемётно-миномётным огнём. Пехота 138-й сд, не имевшая опыта взаимодействия с танками, была от них отсечена, понесла большие потери и в конце концов частично залегла, а частично отступила на исходные позиции.
91-й тб прорвался вглубь обороны противника за первую и вторую линию надолбов на 450—500 м, попал под сильный арт-огонь и не поддержанный пехотой отошёл на исходный рубеж, понеся большие потери. Вечером того же дня командир бригады докладывал в штаб 50-го стрелкового корпуса: «После боя 17 декабря 91-й танковый батальон небоеспособен. Убито 7 человек, ранено 22, в том числе и командир батальона майор Дроздов, пропало без вести 16, в том числе и комиссар батальона Дубовский. Из 21 танка Т-28, высланного в атаку, прибыло на сборный пункт 5 машин, 2 сданы на СПАМ. Остальная матчасть требует ремонта, что и производится. 4 машины сгорели на поле боя, 1 перевернулась вверх гусеницами в противотанковом рве, 1 — неизвестно где. При атаке уничтожено ПТО до 5 шт., ДОТ до 3 шт. Ввиду того, что пехота не пошла и осталась за надолбами, которые севернее высоты 65,5 в 500 м, этот район нашими войсками не занят».
— Бронеколлекция
В этом бою экипаж танка Ф. М. Дудко удерживал позиции прорвавшегося вперёд 91-го танкового батальона, пока не были эвакуированы все окружённые бойцы и подбитые боевые машины.
Во время одного из боёв в феврале 1940 года Ф. М. Дудко был тяжело ранен. Умер в полевом госпитале.
21 марта 1940 года Указом Президиума Верховного Совета СССР Ф. М. Дудко было присвоено звание Героя Советского Союза посмертно.
Похоронен в городе Выборге (4 км ш. Выборг-Санкт-Петербург, могила № 33).

## Награды
- Медаль «Золотая Звезда» Героя Советского Союза (указ Президиума Верховного Совета СССР от 21 марта 1940[5], посмертно).
- Орден Ленина (21 марта 1940, посмертно).
- Орден «Знак Почёта»[3].

## Память
- В честь танкиста Ф. М. Дудко была названа улица в Невском районе Санкт-Петербурга.
- В песне 1-й Краснознамённой танковой бригады есть слова о Ф. М. Дудко и З. Г. Колобанове:

А в яростный час, когда нам нелегко, 

Мы клятву твердим неустанно: 

— Клянёмся! — 

Мы будем такими, как Фёдор Дудко, 

Такими, как был Колобанов!
— припев.